# Kallippos (Bildhauer)
Kallippos (altgriechisch Κάλλιππος) war möglicherweise ein griechischer Bildhauer in Athen in der Mitte des 5. Jahrhunderts v. Chr.
Der Name findet sich in einer stark fragmentierten Weihinschrift von der Athener Akropolis.

[ἀ]θανάτες̣- - -

Παλλάδι Ἀ̣- - -

Κάλλ[ιπ]π̣ο̣- - -

Danach ist nicht klar, ob Kallippos der Bildhauer des Weihegeschenks war oder nur der Stifter.